# Festival interceltique de Lorient 2000
La 30e édition du Festival interceltique de Lorient se déroule du 4 au 13 août 2000. Après la Bretagne en 1999, aucune nation celtique n'est mise en avant pour cette édition anniversaire baptisée « Année du monde celte ».

## Programmation
L'Héritage des Celtes est invité. Dan Ar Braz annonce d'ailleurs la fin de cette aventure, longue de sept années, lors du concert au stade du Moustoir. On compte aussi la reprise de deux œuvres de Shaun Davey, The Brendan Voyage et The Pilgrim, réunissant un chœur de 200 personnes et des musiciens comme Liam O'Flynn, Kristen Nogues ou Carlos Núñez.
Le groupe breton Merzhin est également présent au festival, tout comme Les Frères Morvan, Erik Marchand avec le Taraf de Caransebeș, les Trompettes du Mozambique et le quatuor classique Arz Nevez. 50 000 personnes assistent à la Grande parade des nations celtes.

## Concours
Le Championnat national des bagadoù est remporté par le bagad Kemper.
Le Trophée Macallan pour soliste de great Highland bagpipe est remporté par Mike Cuzack, qui gagne également le Concours International de Pibroc’h.
Le Trophée Macallan pour soliste de gaïta est remporté par l'Asturien Diego Pangua.
Le Trophée Matilin An Dall pour couple de sonneurs est remporté par Serge Riou et Hervé Irvoas.
Le Trophée Loïc Raison est remporté par Brolum.
Le Bagad Brieg remporte les deux Trophées International Greatness de pipe band et de batteries.
Mickaël Cozien remporte le prix Kitchen Music.

## Bilan
Environ 500 000 festivaliers sont comptabilisés lors de cette édition, ce qui correspond à une fréquentation en hausse de 10 % par rapport à l'édition précédente. Le budget de l’événement s'élève à 30 millions de francs (4,57 millions d'euros), mais l'édition connait un déficit de 1,6 million de francs (240 000 euros), qui s'explique par l'interdiction de faire payer l'accès aux spectacles utilisant le domaine public.

## Sources